# 셀마 블레어
셀마 블레어(Selma Blair, 1972년 6월 23일 ~ )는 미국의 배우이다.

## 출연 작품
- 피너츠 송
- 다운 투 유
- 헬보이
- 금발이 너무해
- 애프터 - 캐롤 영 역